# Strong Kobayashi
Shozo Kobayashi, meglio conosciuto con il ring name Strong Kobayashi (ストロング小林?, Kobayashi Shozo; Hongō, 25 dicembre 1940 – Ōme, 31 dicembre 2021), è stato un wrestler e attore giapponese.
Egli è conosciuto per le sue apparizioni nelle federazioni International Wrestling Enterprise e New Japan Pro-Wrestling, e per la partecipazione alle serie televisive Choudenshi Bioman e Takeshi's Castle.

## Inizi
Quando Shozo aveva tre anni, la famiglia di Kobayashi venne evacuata a Ōme durante la seconda guerra mondiale. Da giovane praticò bodybuilding, allenandosi alla palestra Korakuen. Dopo aver lasciato la scuola superiore, Kobayashi lavorò per le ferrovie giapponesi presso la stazione Inagi-Naganuma fino a quando, nel 1966 durante un evento di bodybuilding, fu notato e scelto per diventare un lottatore professionista all'età di 25 anni.

## Carriera nel wrestling
Kobayashi fu allenato da Isao Yoshiwara e Matty Suzuki all'International Wrestling Enterprise Dojo. Esordì il 21 luglio 1967 all'età di 26 anni nella International Wrestling Enterprise, lottando come wrestler mascherato con il nome "Fukumen Taro" ("Taro mascherato"); notoriamente fu il primo lottatore giapponese in assoluto a combattere indossando una maschera. Nel 1968 abbandonò la maschera e cominciò a lottare utilizzando il suo vero nome.
Nel novembre 1968 fece la sua prima escursione fuori dal Giappone viaggiando fino ad Aberdeen in Scozia per lottare nella Relwyskow & Green Promotions. Nel 1969 si recò in Germania, dove lottò nella Internationaler Berufsringkämpfer-Verband. Vinse il primo titolo nel maggio 1969, in coppia con Toyonobori, sconfiggendo Ivan Strogoff e Jean Ferré per il titolo IWA World Tag Team Championship a Parigi, Francia (le cinture furono poi rese vacanti nel gennaio 1970). Nel luglio 1969, Kobayashi tornò in Giappone, dove adottò il ring name Strong Kobayashi ("Forte Kobayashi").
Nel novembre 1970 si recò negli Stati Uniti per andare a lottare nella American Wrestling Association (AWA). Nel giugno 1971 sconfisse Dr. Bill Miller a Duluth, Minnesota, conquistando l'IWA World Heavyweight Championship. Più tardi quello stesso mese, perse un loser leaves town match con The Crusher, tornando quindi in Giappone nella International Wrestling Enterprise.
Nel corso dei successivi due anni e mezzo, Kobayashi difese l'IWA World Heavyweight Championship contro una serie di sfidanti stranieri come Blackjack Lanza, Red Bastien, Baron von Raschke, Dusty Rhodes, Crusher Lisowski, Curtis Iaukea, Billy Robinson, Édouard Carpentier, Ivan Koloff, Dick Murdoch e Mad Dog Vachon. Nel luglio 1972, Kobayashi e Great Kusatsu vinsero il vacante IWA World Tag Team Championship, che detennero fino all'aprile 1973 quando furono sconfitti da Koloff e Vachon. Il regno di Kobayashi come campione IWA World Heavyweight ebbe fine nel novembre 1973 quando perse la cintura contro Wahoo McDaniel; egli sconfisse McDaniel nel rematch e riconquistò il titolo. Nel 1974 difese con successo la cintura contro "Cowboy" Bill Watts per due volte. Abbandonò bruscamente l'International Wrestling Enterprise nel febbraio 1974, rendendo vacante l'IWA World Heavyweight Championship.
Nel marzo 1974 debuttò nella neonata New Japan Pro-Wrestling, sfidando il campione NWF Heavyweight Antonio Inoki nel corso di uno storico match disputatosi al Kuramae Kokugikan davanti a 16,500 spettatori; Inoki vinse il match con un German suplex. L'incontro stata significativa poiché fino a quel momento i migliori lottatori professionisti giapponesi affrontavano tradizionalmente solo avversari stranieri, non si combattevano l'un l'altro, portandolo ad essere descritto come una "battaglia proibita".
Dopo il match con Inoki, Kobayashi tornò negli Stati Uniti nel giugno 1974 per lottare nella Championship Wrestling from Florida come "The Korean Assassin", un wrestler mascherato. Durante questo periodo in Florida, il suo manager fu Gary Hart e fece parte della "Army", la stable heel di Hart. Il 15 luglio 1974, Kobayashi perse contro Mike Graham in un incontro in cui erano in gioco sia la barba di Graham che quella di Hart. Il 23 luglio Kobayashi fu smascherato dopo essere stato sconfitto da The Bounty Hunter. Il giorno dopo perse un "title versus hair" match con l'NWA North American Heavyweight Champion Bob Armstrong. Kobayashi lasciò la Florida poco tempo dopo quando lui e Bobby Duncum persero un tag team loser leaves town match con Don Muraco e Jerry Brisco. In agosto Kobayashi cominciò a lottare nella World Wide Wrestling Federation, dove i suoi avversari furono André the Giant, Pedro Morales, Chief Jay Strongbow, Victor Rivera, Larry Zbyszko, Tony Garea e il campione WWWF Bruno Sammartino; durante questo periodo, fece occasionalmente coppia con Killer Kowalski. Lasciò la WWWF nel novembre 1974 per fare ritorno in Giappone.
Kobayashi tornò nella New Japan Pro-Wrestling nel dicembre 1974, sfidando senza successo Inoki per la seconda volta. Nella NJPW lottò principalmente contro The Canadian Wildman, Steve Veidor, Killer Karl Krupp, Man Mountain Mike, The Hollywood Blonds, Hans Schmidt, Brute Bernard, Gilles Poisson, Greg Valentine e Tiger Jeet Singh. Nel maggio 1975 partecipò all'annuale edizione del World League Tournament, perdendo contro Inoki in semifinale. Nel febbraio 1976 Kobayashi e Seiji Sakaguchi sconfissero Singh e Voodoo Malumba nella finale del torneo per l'assegnazione del vacante NWA North American Tag Team Championship. La coppia detenne le cinture per quasi un anno, prima di essere sconfitta da Singh e Umanosuke Ueda nel febbraio 1977. Nell'ottobre 1976, Kobayashi e Sakaguchi sconfissero Singh e Gama Singh nella finale dell'Asia Tag Team League diventando i primi Asia Tag Team Champions. Nel luglio 1977 Kobayashi e Sakaguchi sconfissero Singh e Ueda riconquistando l'NWA North American Tag Team Championship; nello stesso mese, persero l'Asia Tag Team Championship in favore di Singh e Ueda. Il loro secondo regno da campioni NWA North American Tag Team durò fino all'aprile 1979 quando persero contro Hiro Matsuda e Masa Saito.
Nell'aprile 1978 Kobayashi tornò nella World Wide Wrestling Federation. Durante questo stint, sfidò senza successo il campione WWWF Heavyweight Bob Backlund, Dino Bravo, S.D. Jones e Dominic DeNucci. Lasciò la WWWF nel giugno 1978, tornando nella NJPW.
Nel febbraio 1981 lottò in Messico nella Universal Wrestling Association, e il mese seguente fu sconfitto da Canek in un match valido per l'UWA World Heavyweight Championship. In giugno tornò per la terza ed ultima volta nella World Wide Wrestling Federation (ora rinominatasi World Wrestling Federation), dove i suoi avversari furono Johnny Rodz, Baron Mikel Scicluna e un giovane Curt Hennig. In agosto tornò in Giappone nella NJPW, scontrandosi con Abdullah the Butcher, Bad News Allen, Billy Crusher, Hulk Hogan e Stan Hansen.
Nell'ottobre 1981 decise di ritirarsi dal ring a causa di un serio infortunio alla schiena. Nel suo ultimo match prima del semi-ritiro, lottò in coppia con Yoshiaki Fujiwara per affrontare Dick Murdoch e Hogan.
Nel 1984 fece un'estemporanea apparizione sul ring nella Universal Wrestling Association in Messico, lottando insieme a Buffalo Allen e Scorpio contro Robinson, Kuniaki Kobayashi e Lou Thesz in un six-man tag team match. Annunciò ufficialmente il suo ritiro il 26 agosto dello stesso anno. Lottò il suo ultimo match nella New Japan Pro-Wrestling il 1º marzo 1992, in coppia con Sakaguchi, sconfiggendo Singh e Ueda.

## Carriera d'attore
Dopo il ritiro dal wrestling nel 1981, Kobayashi intraprese la carriera di attore televisivo e cinematografico con il nome d'arte "Strong Kongô" fino al 1995.

### Filmografia
Cinema
- Death of a Ninja (1982)
- Kanei Command Performance (1983)
- Detective Story (Tantei Monogatari) (1983)
- Kabamaru the Ninja Boy (1983)
- Yabanjin No Youni (1985)
- The Kôsuke Kindaichi Series 6: The Perfume and Suicide (1987) - film TV
- Guys Who Never Learn (1987)
- Dokushin Apa-to: Dokudami-sou (1988)
- Fainaru Faito - Saigo no Ichigeki (1989)

Televisione
- Kagaku Sentai Dynaman (1983), episodio: Seeking a New Finishing Move
- Choudenshi Bioman (1984–1985), 49 episodi
- Yûyake Nyan Nyan (1985)
- Takeshi's Castle (1986–1989)
- Katte ni Shiyagare Hey! Brother (1989)
- Rinrin To (1990)
- Taiheiki (1991)
- Hana no Ran (1994)
- Hachidai Shôgun Yôshimune (1995)

## Vita privata e morte
In età avanzata, Kobayashi ha vissuto in una casa di cura specializzata a Ōme dopo essere stato costretto a letto a causa di una lesione al midollo spinale che gli ha paralizzato la parte inferiore del corpo. È morto per una malattia polmonare il 31 dicembre 2021 a Ōme, 6 giorni dopo il suo 81º compleanno.

## Personaggio

### Mossa finale
- Canadian Backbreaker Rack

### Soprannome
- "Dotō no Kairiki" ("Superpotere furioso")

## Titoli e riconoscimenti
- International Wrestling Enterprise
  - IWA World Heavyweight Championship (2)
  - IWA World Tag Team Championship (3) - con Great Kusatsu (1), Haruka Eigen (1) e Toyonobori (1)
- New Japan Pro-Wrestling
  - Asia Tag Team Championship (1) - con Seiji Sakaguchi
  - NWA North American Tag Team Championship (2) - con Seiji Sakaguchi
- Tokyo Sports Puroresu Awards
  - Match of the Year Award (1974) - vs. Antonio Inoki (19 marzo)
  - Fighting Spirit Award (1974)
  - Best Tag Team Award (1976) - con Seiji Sakaguchi